# Saxitoxina

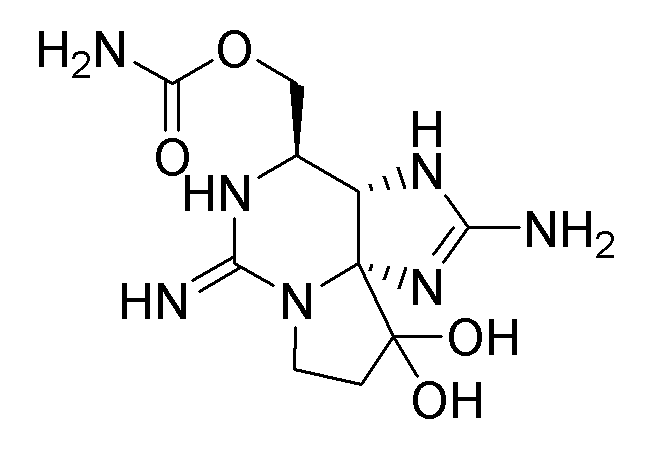
Fórmula química de la saxitoxina

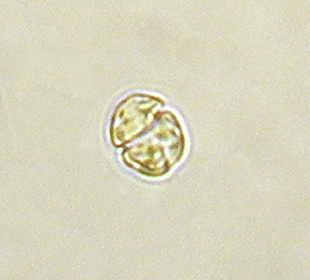
Alga dinoflagelada del género Gymnopodium

La saxitoxina es la neurotoxina ficotoxina paralizante más conocida dentro de las producidas por varias especies de microalgas dinoflageladas de los géneros Alexandrium, Gymnodinium y Pyrodinium, y también por cianobacterias. Las algas dinoflageladas son organismos unicelulares de vida acuática que en condiciones favorables son capaces de multiplicarse rápidamente, alcanzando concentraciones de millones de células por litro de agua. En estas circunstancias, la saxitoxina que producen las algas se acumula en otros organismos marinos, principalmente moluscos bivalvos, pero también cangrejos e incluso gasterópodos y peces comedores de plancton. Los moluscos no son afectados por la saxitoxina, pero si un humano los ingiere (generalmente a través de mariscos contaminados por la proliferación de algas tóxicas) puede sufrir una intoxicación denominada intoxicación por ingestión de marisco (en inglés PSP) que puede ser muy grave.
El término saxitoxina viene del nombre latino del animal del que se aisló por primera vez (Saxidomus giganteus). Este término también puede hacer referencia a todo el conjunto de neurotoxinas (conocidos colectivamente como "saxitoxinas"), en las que se incluyen: Saxitoxina pura (STX), Neosaxitoxina (NSTX), Gonyautoxinas (GTX) y Decarbamoilsaxitoxina (dcSTX).
En los últimos 20 años se ha registrado un aumento aparente de las intoxicaciones causadas por PSP. Sin embargo, aún no se sabe a ciencia cierta si el aumento es real, si puede ser la consecuencia de los progresos en la identificación, detección y de registros médicos, o si se debe a una expansión del cultivo y del consumo de mariscos. Una veintena de países cuentan con reglamentación referente a las toxinas PSP, en la mayoría de los casos referida a las toxinas PSP como un grupo.

## Mecanismo de acción

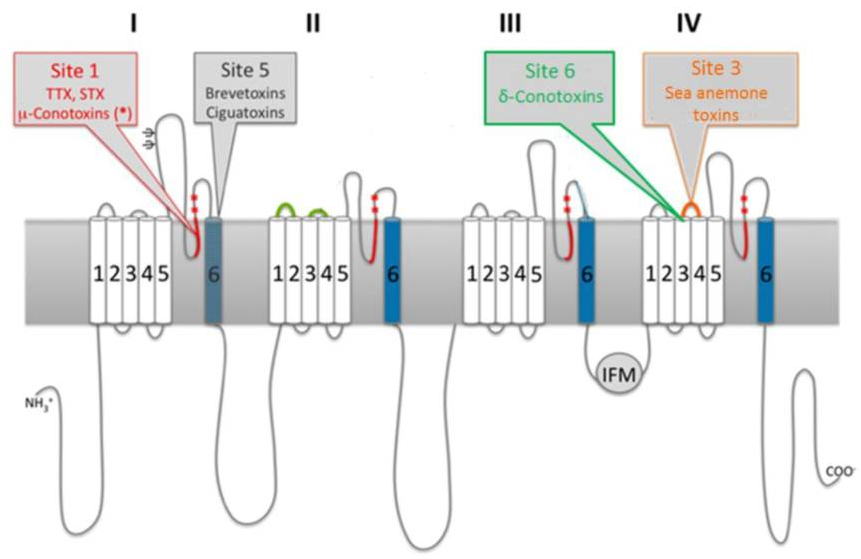
Diagrama de la membrana del canal de sodio voltaje dependiente. Se indican en colores los sitios de unión de diferentes neurotoxinas. El de saxitoxina está en rojo.

## Biosíntesis

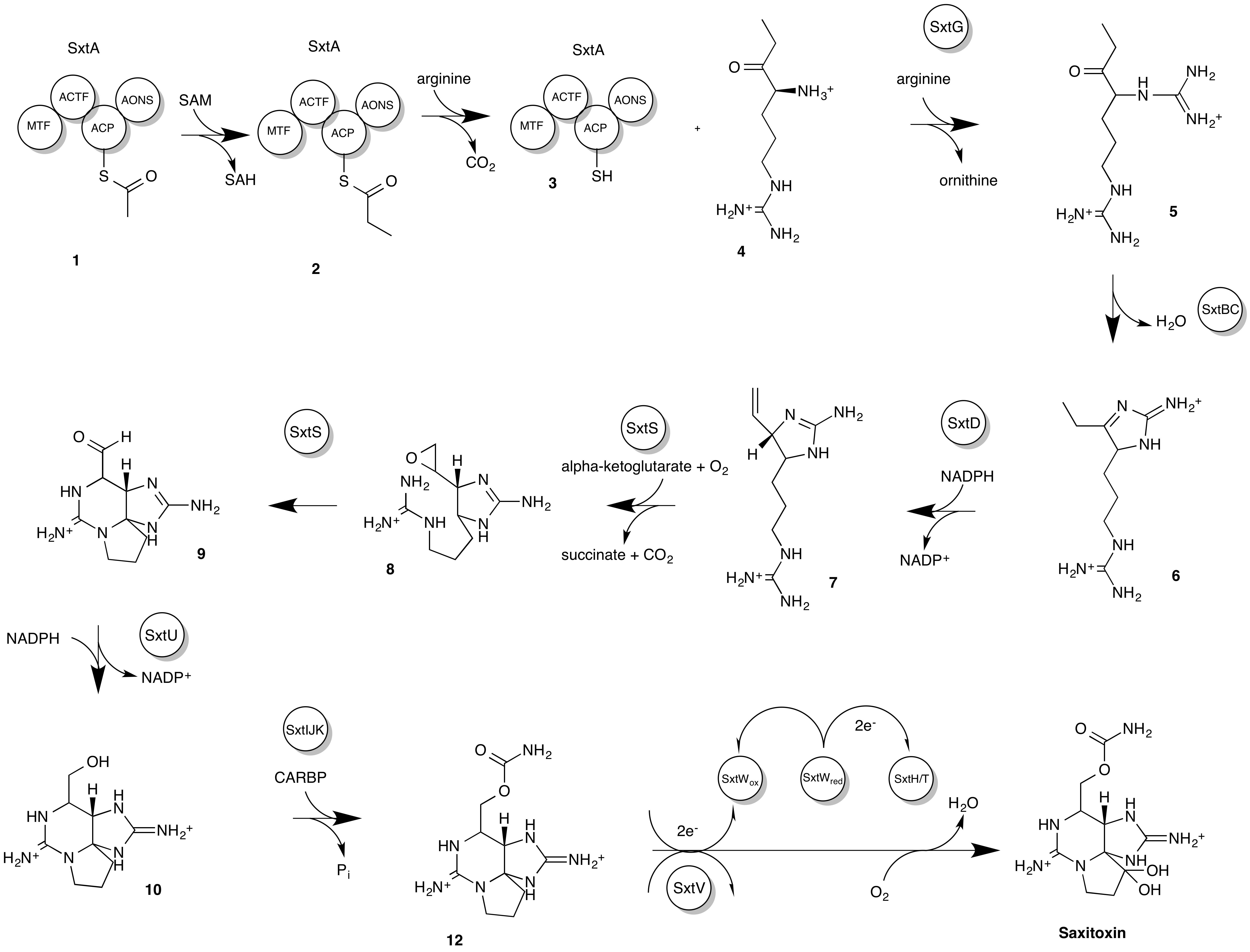
Ruta biosintética propuesta de la saxitoxina en cianobacterias